# International Submarine Band
La International Submarine Band era una band country rock capeggiato dall'allora ventunenne Gram Parsons. Pubblicarono un unico album nel 1968 intitolato Safe at Home, poco prima che Parsons lasciasse la band per unirsi ai più famosi Byrds.

## Formazione
- Gram Parsons - voce, chitarra (1966-1968)
- Bob Buchanan - chitarra (1966-1968)
- John Nuese - chitarra (1966-1968)
- Chris Ethridge - basso (1966-1968)
- Jon Corneal - batteria (1966-1968)